# Giuseppe Colnago
Giuseppe Colnago (Caponago, 18 december 1923 - 22 december 2000) was een Italiaans motorcoureur. Hij reed in de jaren vijftig in het wereldkampioenschap wegrace en was een van de weinigen die de Moto Guzzi V8 inzetten. 

## Achtergrond
In de jaren vijftig werden Italiaanse coureurs vaak slechts mondjesmaat ingezet in het wereldkampioenschap, ook door Italiaanse merken. Dat had ermee te maken dat er twee wedstrijden op Britse stratencircuits werden gereden. Vooral de 60 km lange Snaefell Mountain Course op het eiland Man was zeer gevaarlijk en heel moeilijk te leren. Daarom maakten Moto Guzzi, MV Agusta en Gilera het liefst gebruik van de diensten van Britse topcoureurs, die dit circuit en de circuits van de Ulster Grand Prix (Clady en Dundrod) kenden. Giuseppe Gilera zette het liefst Italiaanse rijders in, en loste het probleem op door van 1949 t/m 1952 helemaal niemand naar het eiland Man te sturen.

## Carrière

### 1950
In het seizoen 1950 reed Giuseppe Colnago in het kampioenschap van Italië met een Gilera Saturno eencilinder. De laatste WK-wedstrijd, de GP des Nations, werd echter in Monza gereden. Daar startten uiteraard veel Italiaanse privérijders, waaronder ook Colnago. Misschien deed hij dat met zijn eigen Saturno, maar het is ook mogelijk dat hij als extra fabriekscoureur werd toegevoegd en daarom een Gilera viercilinder kreeg. Hij eindigde in deze race als negende. 

### 1951
In het seizoen 1951 herhaalde zich dezelfde situatie: Colnago startte alleen in Italië, maar werd ditmaal slechts veertiende.

### 1952
In het seizoen 1952 was de betrouwbaarheid van de Gilera 500 4C niet wat men ervan verwacht had. In de GP van Zwitserland viel fabriekscoureur Umberto Masetti uit, terwijl Nello Pagani slechts vierde werd. Op het eiland Man was het Gilera-team niet aanwezig. Masetti won de TT van Assen en de GP van België, maar viel in de GP van Duitsland opnieuw uit. Hij had na vijf wedstrijden slechts zestien punten en tweede man Pagani zelfs maar vijf. Wellicht was dat de reden dat in de volgende Grand Prix (Ulster) Cromie McCandless de plaats van Pagani overnam, en dat ook Colnago daar mocht starten. Giuseppe Colnago werd slechts zeventiende, Masetti viel uit maar McCandless redde de dag door te winnen. Colnago werd in de Grand Prix des Nations op Monza vijfde, waardoor hij voor het eerst WK-punten scoorde. Hij startte ook in de laatste wedstrijd van het seizoen, de Grand Prix van Spanje, maar haalde de eindstreep niet. Hij werd in de eindstand van het 500cc-wereldkampioenschap zeventiende.

### 1953
In het seizoen 1953 ging Giuseppe Gilera overstag: Hij huurde Geoff Duke, Reg Armstrong en Dickie Dale in om de Senior TT en de Grand Prix van Ulster zeker te stellen. Het Gilera-team werd echter flink uitgebreid: ook Alfredo Milani en Giuseppe Colnago kregen een groot aantal wedstrijden. Naar Man werden alleen Duke en Armstrong gestuurd, maar ze moesten de Norton-coureurs Ray Amm en Jack Brett voor zich dulden. Duke viel zelfs uit, maar Armstrong werd derde. In Assen won Duke vóór Armstrong, Colnago werd vierde. In België viel Giuseppe Colnago uit en in de GP van Frankrijk werd hij vijfde. In Ulster reden alleen Duke en Armstrong. De GP van Zwitserland werd een groot succes voor Gilera: Duke werd eerste, Milani werd tweede, Armstrong werd derde en Colnago werd vierde. Vreemd genoeg zette Gilera in Italië alleen de Britse rijders op de beste motorfietsen. Colnago startte daar helemaal niet. In Spanje werd hij weer vierde. Hij sloot het 500cc-wereldkampioenschap van 1953 af op de achtste plaats.

### 1954
In 1954 reed Giuseppe Colnago geen enkele WK-wedstrijd. Gilera gunde een aantal wedstrijden aan Pierre Monneret. Reg Armstrong maakte een teleurstellend seizoen mee, maar Geoff Duke werd met groot gemak wereldkampioen.

### 1955
In 1955 startte Giuseppe Colnago meteen in de eerste Grand Prix, die van Spanje. Hij werd er zevende. In Frankrijk en Man startte hij niet. In Duitsland werd hij vijfde. Inmiddels hadden Duke en Armstrong weer voldoende punten gescoord om de individuele én de constructeurstitel binnen te halen, maar in België vielen veel kanshebbers uit: Duke, Armstrong en MV Agusta-rijder Carlo Bandirola. De reserverijders van Gilera redden de eer: Colnago won vóór Monneret en de Belg Léon Martin. Giuseppe viel in Assen uit en Gilera nam niet eens de moeite het team nog naar de Ulster Grand Prix te sturen. In de laatste race in Monza weer Colnago vierde. Hij sloot het wereldkampioenschap af op de vierde plaats, zijn beste klassering tot dat moment.

### 1956
In 1956 reed Giuseppe Colnago weer geen enkele WK-race. Het wereldkampioenschap was al in de herfst van 1955 verloren voor Gilera, toen de FIM het hele team schorste tot na de TT van Assen van 1956. Dat kwam omdat een aantal coureurs zich achter protesterende privérijders tijdens de TT van Assen van 1955 hadden opgesteld. Toen Duke daarna ook nog drie keer uitviel en Armstrong twee keer was de zaak bekeken. Pierre Monneret werd met drie derde plaatsen de beste Gilera-rijder in de 500 cc klasse met een vierde plaats in de eindstand. 

### 1957
In het seizoen 1957 reed Giuseppe in dienst van Moto Guzzi. Dat merk had zich veel werk en kosten op de hals gehaald door zeer ingewikkelde motorfietsen voor de 500 cc klasse te ontwikkelen: in 1952 de Quattro Cilindri en in 1955 de Otto Cilindri. Beide machines waren feitelijk mislukt, maar in 1957 had men bij Moto Guzzi nog genoeg hoop om naast Colnago ook Keith Campbell, Dickie Dale, Ken Kavanagh en Bill Lomas in te huren. De machine was hoogst onbetrouwbaar en moeilijk om mee te rijden. Colnago startte ermee in België, maar viel uit. Het was zijn enige 500cc-start van 1957. In de 350 cc klasse startte hij met de Moto Guzzi Monocilindrica 350, maar alleen in België, waar hij zesde werd, en in Italië, waar hij tweede werd. Hij eindigde het seizoen 1957 met een zesde plaats in de 350cc-eindstand.
Na het seizoen trokken Gilera, Moto Guzzi en FB Mondial zich terug uit het wereldkampioenschap wegrace. Italiaanse coureurs kwamen er vanaf 1958 eigenlijk niet meer aan te pas en ook Giuseppe Colnago nam nooit meer deel aan wedstrijden om het wereldkampioenschap.

## Wereldkampioenschap wegrace resultaten
| Jaar | Klasse | Team       | Motorfiets         | 1     | 2     | 3       | 4       | 5     | 6       | 7     | 8       | 9     | Punten | Plaats | Overwinningen | Wereldkampioen                                |
| ---- | ------ | ---------- | ------------------ | ----- | ----- | ------- | ------- | ----- | ------- | ----- | ------- | ----- | ------ | ------ | ------------- | --------------------------------------------- |
| 1950 | 500 cc | Privé      | Gilera Saturno     | IOM - | BEL - | NED -   | ZWI -   | ULS - | NAT 9   |       |         |       | 0      | -      | 0             | Umberto Masetti, Gilera 500 4C                |
| 1951 | 500 cc | Privé      | Gilera Saturno     | SPA - | ZWI - | IOM -   | BEL -   | NED - | FRA -   | ULS - | NAT 14  |       | 0      | -      | 0             | Geoff Duke, Norton 30M                        |
| 1952 | 500 cc | Gilera     | 500 4C             | ZWI - | IOM - | NED -   | BEL -   | DUI - | ULS 17  | NAT 5 | SPA DNF |       | 2      | 15e    | 0             | Umberto Masetti, Gilera 500 4C                |
| 1953 | 500 cc | Gilera     | 500 4C             | IOM - | NED 4 | BEL DNF | DUI -   | FRA 5 | ULS -   | ZWI 4 | NAT -   | SPA 4 | 11     | 8e     | 0             | Geoff Duke, Gilera 500 4C                     |
| 1955 | 500 cc | Gilera     | 500 4C             | SPA 7 | FRA - | IOM -   | DUI 5   | BEL 1 | NED DNF | ULS - | NAT 4   |       | 13     | 4e     | 1             | Geoff Duke, Gilera 500 4C                     |
| 1957 | 350 cc | Moto Guzzi | Monocilindrica 350 | DUI - | IOM - | NED -   | BEL 6   | ULS - | NAT 2   |       |         |       | 7      | 6e     | 0             | Keith Campbell, Moto Guzzi Monocilindrica 350 |
| 1957 | 500 cc | Moto Guzzi | Otto Cilindri      | DUI - | IOM - | NED -   | BEL DNF | ULS - | NAT -   |       |         |       | 0      | -      | 0             | Libero Liberati, Gilera 500 4C                |